# بوكيمون مايستري دونغون: غيتس تو إنفينتي
بوكيمون مايستري دونغون: غيتس تو إنفينتي (بالإنجليزية: Pokémon Mystery Dungeon: Gates to Infinity)‏ (باليابانية: ポケモン不思議のダンジョン マグナゲートと∞迷宮) (نطق ياباني:Pokemon Fushigi no Dungeon: Magnagate to Mugendai Meikyū(K هي لعبة فيديو من تطوير ستوديو سبايك شونسوفت، ومن نشر ذا بوكيمون كومباني، صدرت في السوق سنة 2012، وتعمل لمنصة 3دي إس المحمولة.

## المواقع الخارجية
- الموقع الرسمي
 (باليابانية)